# Zagórze (powiat chrzanowski)
Zagórze – wieś w Polsce położona w województwie małopolskim, powiecie chrzanowskim, gminie Babice.
W latach 1975–1998 miejscowość należała administracyjnie do województwa katowickiego.

## Położenie
Zagórze leży na zachodnim krańcu Wyżyny Krakowsko-Częstochowskiej, w kotlinie pomiędzy wzniesieniami Bukowicy od południa, Żelatową od zachodu oraz Grodziskiem Małym i Dużym od wschodu.

## Części wsi
| SIMC    | Nazwa    | Rodzaj    |
| ------- | -------- | --------- |
| 0212073 | Borowiec | część wsi |
| 0212080 | Góry     | część wsi |
| 0212096 | Skotnica | część wsi |
| 0212104 | Wyrowiec | część wsi |

## Historia
Pierwszą trwałą budowlą na tych terenach był gród warowny na szczycie Grodziska Dużego, znajdującego się na zachód od dzisiejszej lokalizacji, dane archeologiczne szacują go na VII–XI wiek. Pierwsze wzmianki o samej wsi w jej aktualnym położeniu pochodzą z XIII wieku. W wyniku wsparcia udzielanego przez elity rozwojowi chrześcijaństwa na terenach Państwa Piastowskiego osada przechodzi w roku 1228 w ręce kościoła, pozostając w jego rękach aż do utworzenia Rzeczypospolitej Krakowskiej, kiedy to ściągnięto cały klucz lipowiecki do domeny publicznej. Po ponownym zajęciu Krakowa przez Austriaków w roku 1846, ziemie te zostały wydzierżawione wiedeńskiemu bankowi, który dobra rozprzedał.
Obszary wzdłuż granicy z Kongresówką, traktowane były przez rząd w Wiedniu jako potencjalne tereny obrony przed inwazją rosyjską, wobec tego jedynymi inwestycjami były instalacje wojskowe. Doprowadziło to ostatecznie do zapaści gospodarczej, pauperyzacji regionu i masowej emigracji ludności w kierunku Nowego Świata.
Utworzenie samodzielnych gmin wiejskich wyłączonych spod jurysdykcji dworskiej i sądów patrymonialnych po roku 1867 w całym zaborze austriackim umożliwiło chłopom dostęp do szkół, organizacji społeczno-zawodowych, politycznych, oraz kulturalnych, czego efektem było utworzenie szkoły na terenie miejscowości w 1903 roku. Pojawiający się o okolicznych miastach przemysł zmienia strukturę zatrudnienia mieszkańców, stopniowo przenosząc ośrodek ciężkości z rolnictwa w stronę przemysłu, który od połowy XIX wieku rozwija się efektywnie w Zagłębiu Krakowskim.
Odzyskanie niepodległości w 1918 roku, nieznacznie zmienia położenie ludności rolniczej. Duże wpływy arystokracji w sejmie krajowym uniemożliwiają przeprowadzenie pełnej parcelacji gruntów dworskich, wobec tego zachodnia część wsi nadal należy do włościan z Płazy, powoduje to przesuwanie się miejscowości na zachód, omijając tereny dworskie.
Podczas II wojny światowej Niemcy prowadzą w wąskim zakresie inwestycje infrastrukturalne między innymi budując poldery przy pastwiskach. W okresie PRL Zagórze gwałtownie rozrasta się, stając się największym ośrodkiem w gminie, licząc około 3 tys. mieszkańców. Lata 90. XX w. przynoszą kres rolniczego charakteru miejscowości, większość mieszkańców pracuje w okolicznych miastach, w usługach lub przemyśle. W myśl reformy samorządowej z 1998 roku Zagórze staje się częścią powiatu chrzanowskiego w województwie małopolskim.

## Lokacja i rozwój

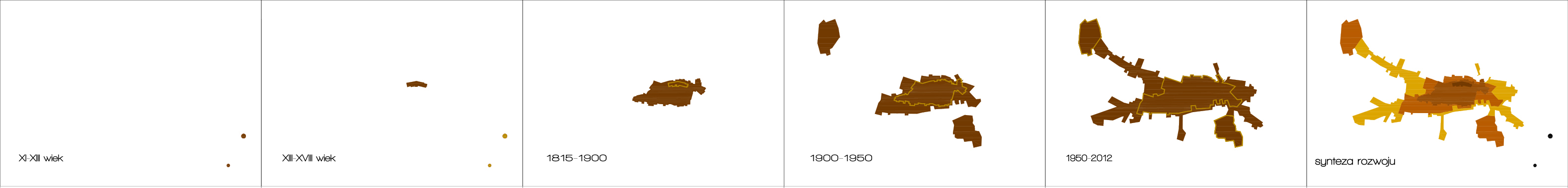
Przypuszczalna historia rozwoju wsi Zagórze

Wieś ulokowano w kotlinie pomiędzy Garbem Tenczyńskim a masywem Bukowicy, wzdłuż traktu łączącego Śląsk z Krakowem. Trudno powiedzieć co było przyczyną wyboru tego właśnie miejsca, zważywszy na strome ukształtowanie terenu, mnogość koryt strumieni sezonowych czy pofałdowania topograficznego wąwozami lessowymi. Argumentem pozytywnym lokalizacji był jedynie przebiegający tędy szlak handlowy oraz potrzeba kontroli granicy pomiędzy Księstwem Opolskim a Dzielnicą Senioralną. Przypuszczać można, iż ludność tworząca zręby miejscowości nie pochodziła z tego regionu. Potwierdzeniem tej tezy może być udokumentowane zasiedlanie okolic Chrzanowa przez ludy czabańskie pochodzenia azjatyckiego po inwazji mongolskiej na Europę.
Zagórze utworzono prawdopodobnie podczas wielkiej kolonizacji na przełomie XII i XIII wieku, według koncepcji osiedli zakładanych, typu ulicowego, gdzie szkielet kompozycyjny układu zabudowy stanowi oś komunikacyjna skupiająca zabudowę wsi. Wraz z rozwojem demograficznym miejscowości rodzi się potrzeba rozbudowy osady. Dzieje się to w sposób uporządkowany, początkowo kontynuując plan linearny, następnie przekształcając go w typ wielodrożnicowy, organicznie dostosowując się do ukształtowania terenu. Feudalna struktura społeczeństwa i coraz większe obciążenie pańszczyzną hamuje swobodny rozwój wsi, która przez ponad 600 lat rozwija się bardzo zachowawczo. Częściowa parcelacja pól daje impuls do dynamicznego rozwoju, który przyspiesza znacząco w pierwszej dekadzie XX wieku. Miejscowość rozrasta się w kierunku południowym i zachodnim, omijając tereny należące do Starzeńskich z Płazy, nadal dopasowując się do układu poziomic zbocza Garbu Tenczyńskiego.
Lata 60. XX wieku to czas niekontrolowanej rozbudowy Zagórza. Powstaje korytarz suburbanistyczny, wypełniony zabudową jednorodzinną łączący miejscowość z miastem Chrzanów, o długości około 7 km. Efekt ten potęguje wycofanie się państwa z planistyki regionalnej i inwestycji infrastrukturalnych, zapoczątkowany przez kryzys gospodarki centralnie zarządzanej w drugiej połowie lat 70. XX w., a później, w latach 90. Trend ten trwający po dziś dzień, powoduje lokalizowanie nowego budownictwa wyłącznie wzdłuż istniejących dróg, gdzie istnieje możliwość podłączenia się do mediów, wydłużając układ ruralistyczny do skali nad którą w przyszłości trudno będzie zapanować.

## Architektura

### Architektura drewniana

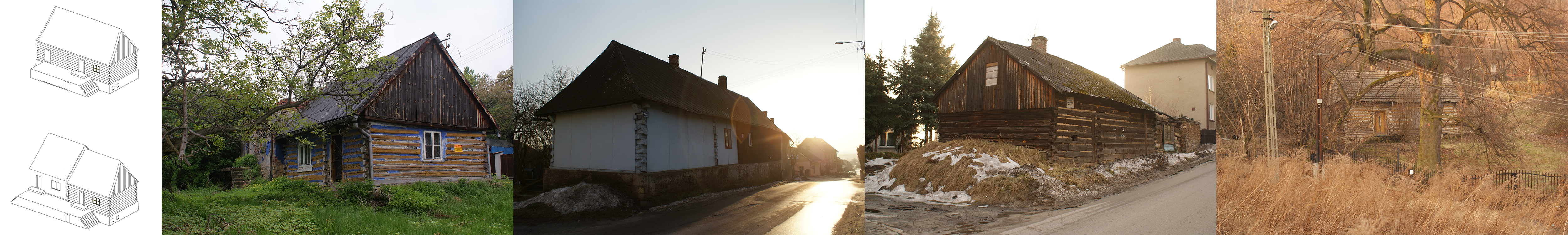
Przykłady architektury drewnianej

Do początków XX wieku na terenie Małopolski Zachodniej, gdzie znajduje się Zagórze dominowały chałupy krakowskie o zrębowej konstrukcją ścian, kamienną podmurówką, malowaną elewacją i cztero- lub dwuspadowymi dachami, krytą strzechą.
Cechą charakterystyczną dla tego regionu było zdobienie chałup, które polegało na malowaniu uszczelnień pomiędzy belkami zrębu na niebiesko, co jest ewenementem na skalę europejską. Prawdopodobną przyczyną takich praktyk były lepsze właściwości antyseptyczne koloru ultramaryny niż koloru białego. Pod względem funkcjonalnym budynku przeważał układ dwutraktowy, z częścią mieszkalną z jednej strony oraz gospodarczą z drugiej.

### Architektura murowana

#### Pierwsze lata XX wieku

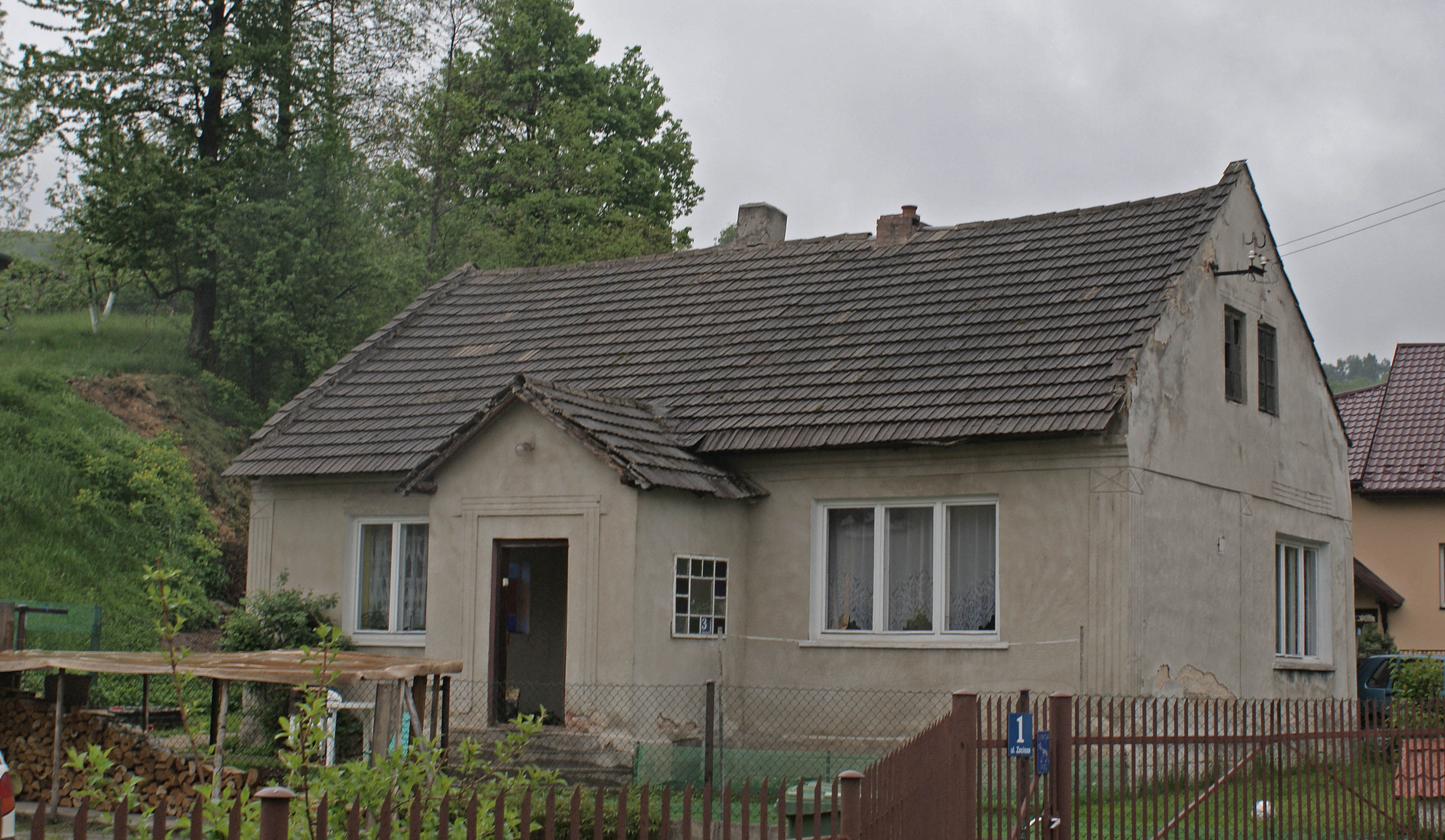
Jeden z domów nawiązujący do stylu dworkowego

Domy murowane nawiązujących formą do swoich drewnianych poprzedników, pojawiają się w pierwszej dekadzie XX wieku. Wznoszone na rzucie wydłużonego prostokąta, najczęściej parterowe, na wysokiej, odcinającej się podmurówce, w której znajdowała się piwnica. Zabieg ten wynika z ukształtowania terenu oraz właściwościami hydrologicznymi gruntów, takich jak wysoki poziom wód gruntowych oraz tworzenie się w okresie zwiększonych opadów cieków podziemnych. Do wejścia prowadziły strome schody, zwieńczone niewielkim balkonikiem przed samymi drzwiami. Budowane z cegły, wykończona tynkiem malowanym na biało, natomiast dwuspadowy dach kryto dachówką ceramiczną. Często spotkać można bogaty detal narożników, wieńczonych pilastrami oraz zdobienia portalowe wokół okien i drzwi, w kolorze białym, ceglanym lub łososiowym oraz portyki nawiązujące do stylu dworkowego. Plan oparty na układzie dwutraktowym, mieszczący wyłącznie część mieszkalną.

#### Okres międzywojenny

Przykłady architektury art déco w Zagórzu

Budynki z tego okresu planowano na rzucie zbliżonym do kwadratu, zgrabnie ukrytym przez zastosowanie dachu dwuspadowego ze ściętymi naczółkami, kryty ciemną dachówką ceramiczną, a w okresie PRL eternitem. W Zagórzu spotkać można bogaty geometryczny detal w stylu art déco, zdobiący białą elewację przy drzwiach wejściowych, otworach okiennych oraz narożnikach budynku. Domy bogatszych mieszkańców wprowadzają dodatkowe piętro oraz ryzalit w centralnej części osi budynku.Elewacje zdobiono wzorami z różnokolorowej cegły. Rozkład funkcjonalny planowany na układzie dwutraktu z otworami okiennymi po przeciwnych stronach osi budynku.

## Atrakcje turystyczne i zabytki
- rezerwat przyrody „Bukowica”, ze skupiskiem buczyny karpackiej ze starodrzewiem bukowym. Atrakcją rezerwatu jest mająca długość kilkunastu metrów wychodnia – ściana skalna z triasowych wapieni. W skale liczne otwory niewielkich jaskiń,
- wąwozy lessowe „Małe Gaje” oraz „Duże Gaje” na zboczach Garbu Tęczyńskiego w północnej części wsi,
- „Grodzisko Duże” datowane na VII-XI, na wzniesieniu o tej samej nazwie, z zachowanymi fragmentami obwałowania,
- „Grodzisko Małe” na wzgórzu Srebrnica, związane z poszukiwaniem rud srebra w XIII wieku,
- neobarokowa kapliczka, data budowy nieznana, remontowana w 1938 roku przy ulicy Piłsudskiego,
- chałupy krakowskie jak relikty architektury drewnianej zlokalizowane przy ulicy Piłsudskiego oraz Górskiej.

## Szlaki turystyczne

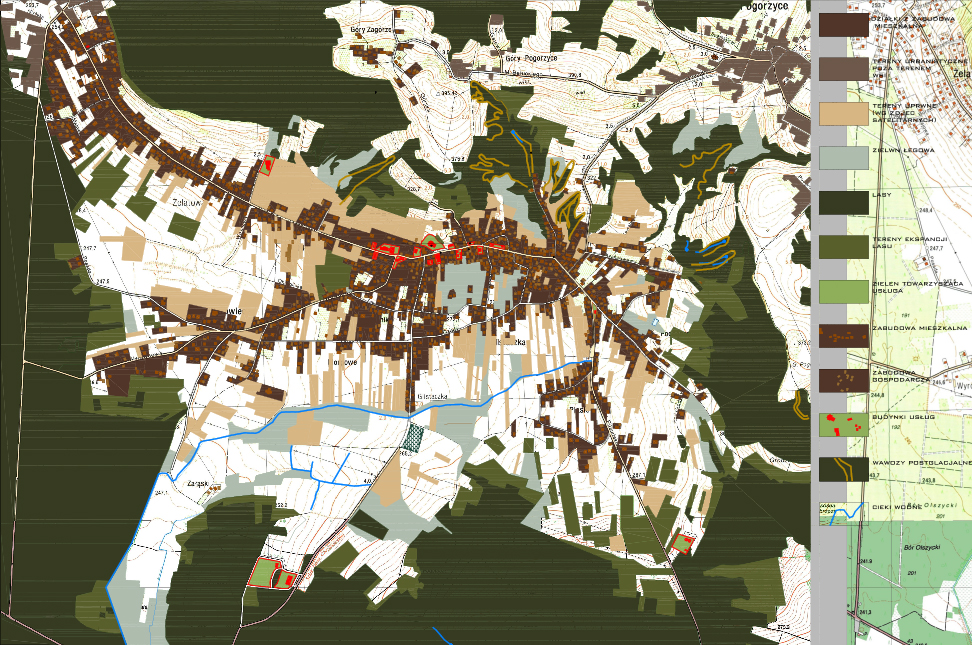
Inwentaryzacja wsi Zagórze

Przez wieś przebiega kilka szlaków turystycznych:
- szlak żółty Dolinek Jurajskich im. Jana Pawła II,
- szlak zielony Lipowiecki,
- szlak rowerowy lokalny – niebieski okrężny Babic.

Zagórskie kapliczki

## Obiekty znajdujące się w Zagórzu
- szkoła podstawowa, nosząca od 2013 r. imię ks. Adolfa Chojnackiego[5],
- ochotnicza straż pożarna,
- ośrodek zdrowia i apteka,
- biblioteka publiczna,
- obiekt rekreacyjno-sportowy,
- piec wapienny do wypalania wapna.

## Związani z Zagórzem
- Anna Palka – policjantka, aktorka niezawodowa. Znana głównie z występów w serialach stacji TVN W11 – Wydział Śledczy i Detektywi.
- Agnieszka Pawełkiewicz – polska aktorka.
- Adolf Chojnacki – polski duchowny katolicki, kanonik, działacz opozycji demokratycznej w PRL[6].

## Religia
Miejscowość zamieszkują wyznawcy Kościoła rzymskokatolickiego i Świadkowie Jehowy.

### Parafia
- parafia Wniebowzięcia NMP – wydzielona z parafii Wszystkich Świętych w Babicach i erygowana r. przez ks. kard. Franciszka Macharskiego w 1982 r[8].